# Eleição municipal de Salvador em 2012
As eleições municipais de Salvador de 2012 ocorreram no domingo de 7 de outubro, dia do primeiro turno, e 28 de outubro, dia do segundo turno. Elas decidiram os mandatários dos cargos executivos de prefeito e vice-prefeito, além das 43 vagas de vereadores para a administração do município brasileiro de Salvador. Caso o candidato a cargo majoritário não alcançasse a maioria absoluta dos votos válidos, haveria um novo escrutínio no dia 28 de outubro de 2012. O prefeito e o vice-prefeito eleitos assumiram os cargos no dia 1 de janeiro de 2013 e seus mandatos terminarão em dia 31 de dezembro de 2016, bem como os vereadores. O atual prefeito é João Henrique Carneiro, do PP, que terminará seu segundo mandato consecutivo em 31 de dezembro de 2012, por isso não pode concorrer à reeleição novamente.

## Eleição majoritária

### Candidaturas do primeiro turno
O dia 30 de junho foi o último para a homologação dos pré-candidatos, assim Salvador tem seis prefeituráveis, que devem ser registrados em cartórios até o dia 5 de julho.
O Partido Humanista da Solidariedade (PHS) não definiu apoio na eleição majoritária, apenas na proporcional com coligando-se com o PR (coligação não efetivada); e não há informações sobre o Partido da Causa Operária (PCO) em relação à eleição.
Curiosamente, quase todos os candidatos (cinco dos seis) têm como companheiros em suas chapas pessoas negras, além de dois outros prefeituráveis negros, fato que gera discussão sobre oportunismo eleitoral e posição protagonista e coadjuvante dos negros na capital baiana.
| Cor de campanha | N.º | Candidato(a) a prefeito | Candidato(a) a prefeito                                 | Candidato(a) a vice-prefeito | Candidato(a) a vice-prefeito         | Coligação                                                                               | Duração da propaganda eleitoral |
| --------------- | --- | ----------------------- | ------------------------------------------------------- | ---------------------------- | ------------------------------------ | --------------------------------------------------------------------------------------- | ------------------------------- |
|                 | 25  |                         | ACM Neto (DEM) Antonio Carlos Peixoto de Magalhães Neto |                              | Célia Sacramento (PV)                | "É hora de defender Salvador" - Partido Verde (PV)                                      | 5min30s                         |
|                 | 50  |                         | Hamilton Assis (PSOL) Hamilton Moreira de Assis         |                              | Nise Santos (PSTU)                   | "Frente Capital da Resistência" - Partido Socialista dos Trabalhadores Unificado (PSTU) | 1min47s                         |
|                 | 10  |                         | Márcio Marinho (PRB) Márcio Carlos Marinho              |                              | Deraldo Damasceno (PSL)              | "Salvador encontra seu caminho" - Partido Social Liberal (PSL)                          | 2min03s                         |
|                 | 15  |                         | Mário Kertész (PMDB) Mário de Mello Kertész             |                              | Nestor Neto (PMDB)                   | "Salvador tem jeito" - Partido Social Cristão (PSC)                                     | 5min24s                         |
|                 | 13  |                         | Nelson Pelegrino (PT) Nelson Vicente Portela Pelegrino  |                              | Olívia Santana (PCdoB)               | "Todos juntos por Salvador" - Partido Trabalhista do Brasil (PTdoB)                     | 13min25s                        |
|                 | 28  |                         | Da Luz (PRTB) Rogério Tadeu da Luz                      |                              | Antônio Gomes de Andrade Neto (PRTB) | Partido não coligado - Partido Renovador Trabalhista Brasileiro (PRTB)                  | 1min42s                         |

#### ACM Neto

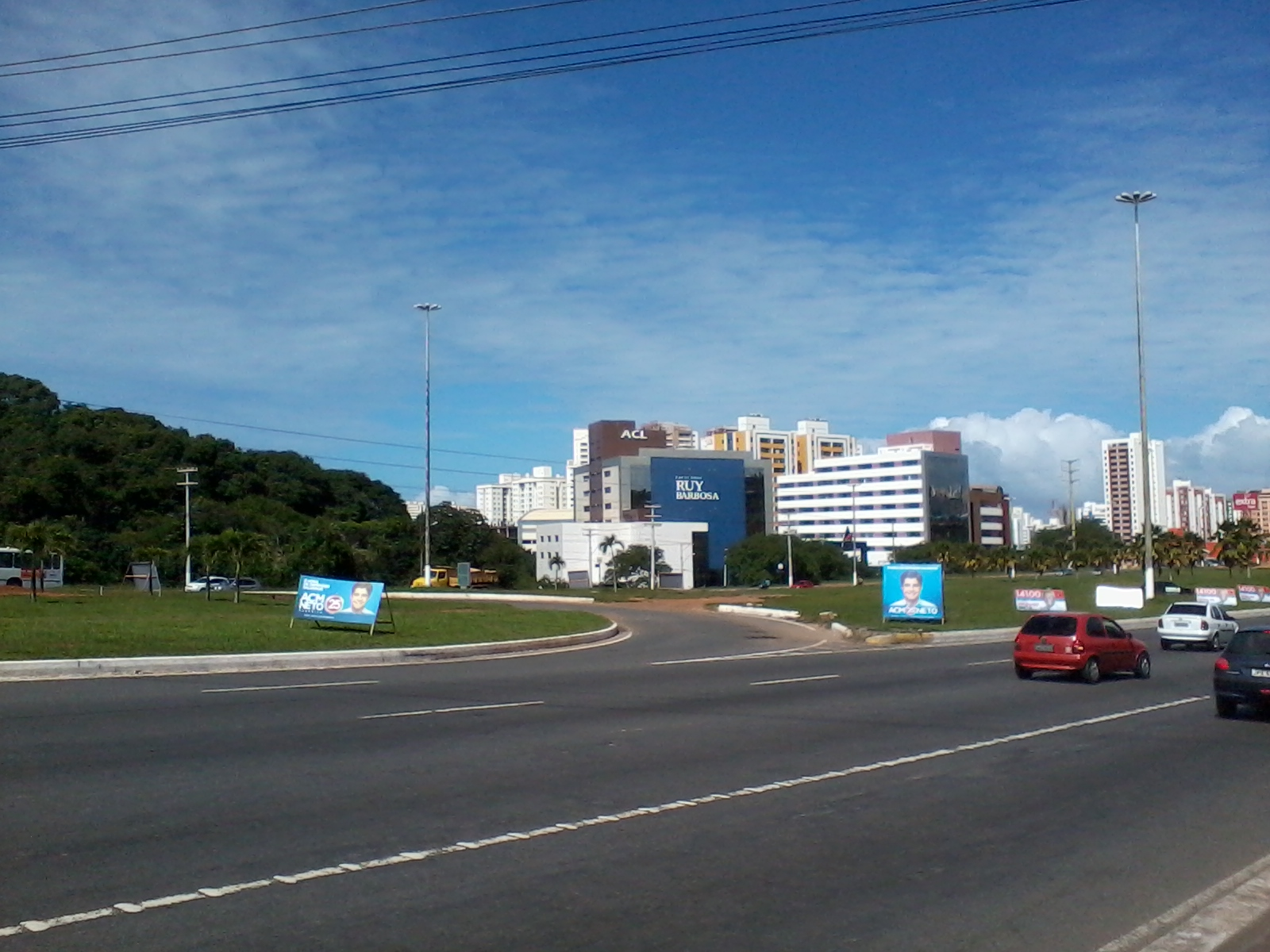
Propaganda eleitoral de ACM Neto na Avenida Paralela.

Também candidato na eleição passada, o deputado federal do Democratas pela Bahia conseguiu apoio de quatro outros partidos para a sua candidatura. O PSDB que tinha a pré-candidatura do também deputado federal Antônio Imbassahy, nem chegou a homologá-la em convenção partidária. Há também apoio de parte do PR, ligado ao deputado federal Maurício Trindade, cujo partido chegou a oficialmente apoiar Nelson Pelegrino do PT, mas mudou de posição. A composição de uma única candidatura dos partidos opositores ao governo estadual não foi possível, já que o DEM e PSDB apoiaram ACM Neto e o PMDB, seu candidato próprio.

#### Da Luz
Foi candidato em eleições anteriores, para governador, prefeito, deputado federal e vereador. Presidiu vários partidos em vários níveis, que são PAN (este extinto em 2006), PSDC, PMN e o PRTB atualmente.

#### Hamilton Assis

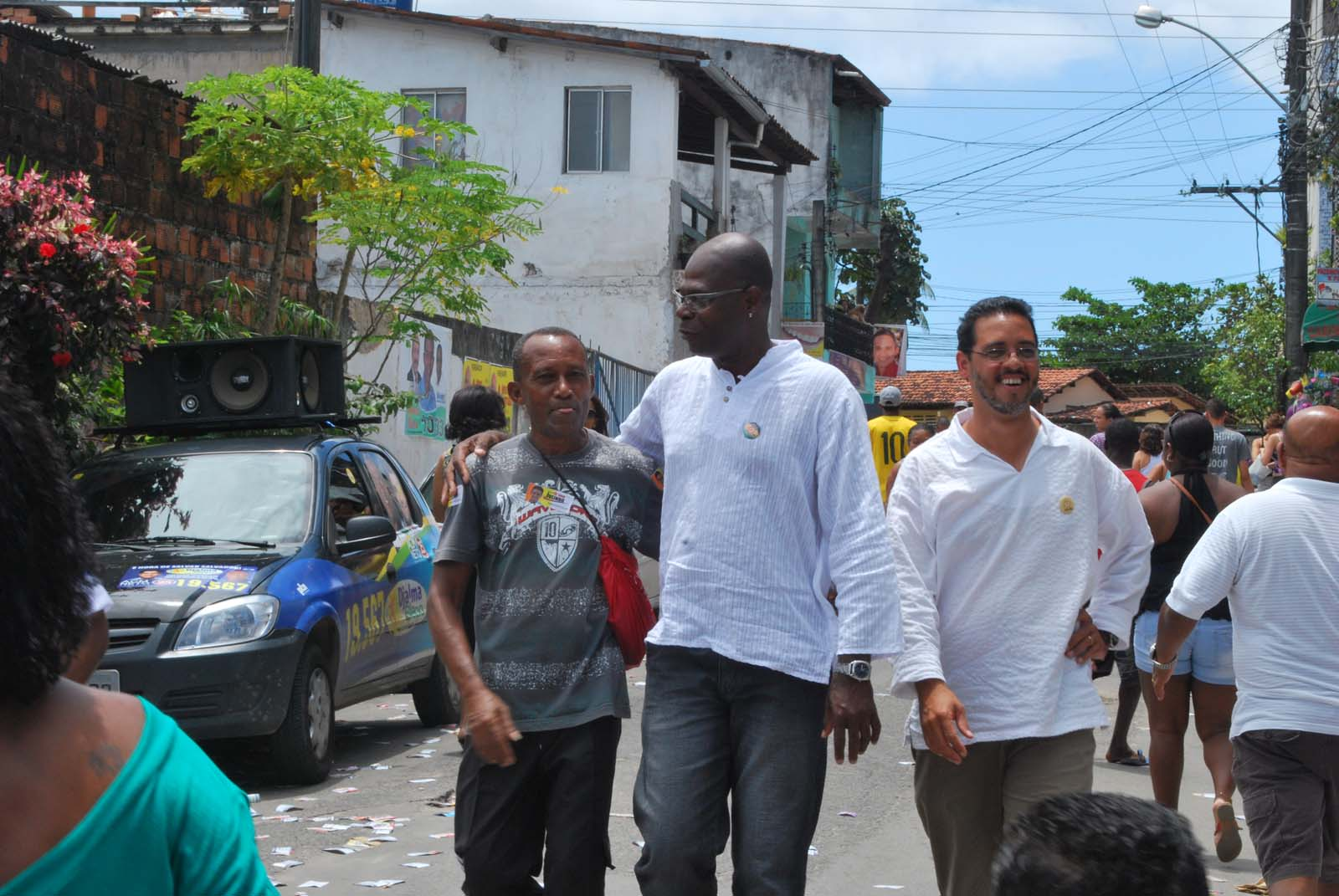
Hamilton Assis (esq.) em campanha nas ruas, ao lado de Hilton Coelho (dir.).

Repetindo a mesma coligação da eleição anterior, sob outro nome, os partidos de esquerda PCB, PSOL e PSTU mantiveram a união na disputa do cargo executivo, diferente do que foi decidido para as eleições proporcionais onde o PSTU concorre com chapa puro sangue e o PSOL junto com o PCB formam a coligação "Chega de Vender nossa Cidade". Assim, o professor Hamilton Assis do PSOL e a enfermeira Nise Santos do PSTU são os candidatos lançados após a convenção conjunta.
Hamilton Assis é pedagogo e como educador trabalha na rede municipal de Salvador. Esteve na luta dos estudantes, assim como contribuiu para a organização das trabalhadoras e trabalhadores rurais, do operariado petroleiro, petroquímico, metalúrgico, e trabalhadores terceirizados das áreas de vigilância, limpeza e construção civil na Região Metropolitana de Salvador (RMS), assim como servidores públicos das três esferas. Foi dirigente da CUT-BA entre 1993 e 1996 e hoje é um dos articuladores da Intersindical. Já foi presidente estadual do PSOL de 2006 a 2007 e membro da direção nacional, desde 2010. É Presidente do PSOL em Salvador. Na eleição presidencial de 2010, foi candidato a vice-presidente da República na chapa do PSOL encabeçada por Plínio Arruda Sampaio.

#### Márcio Marinho

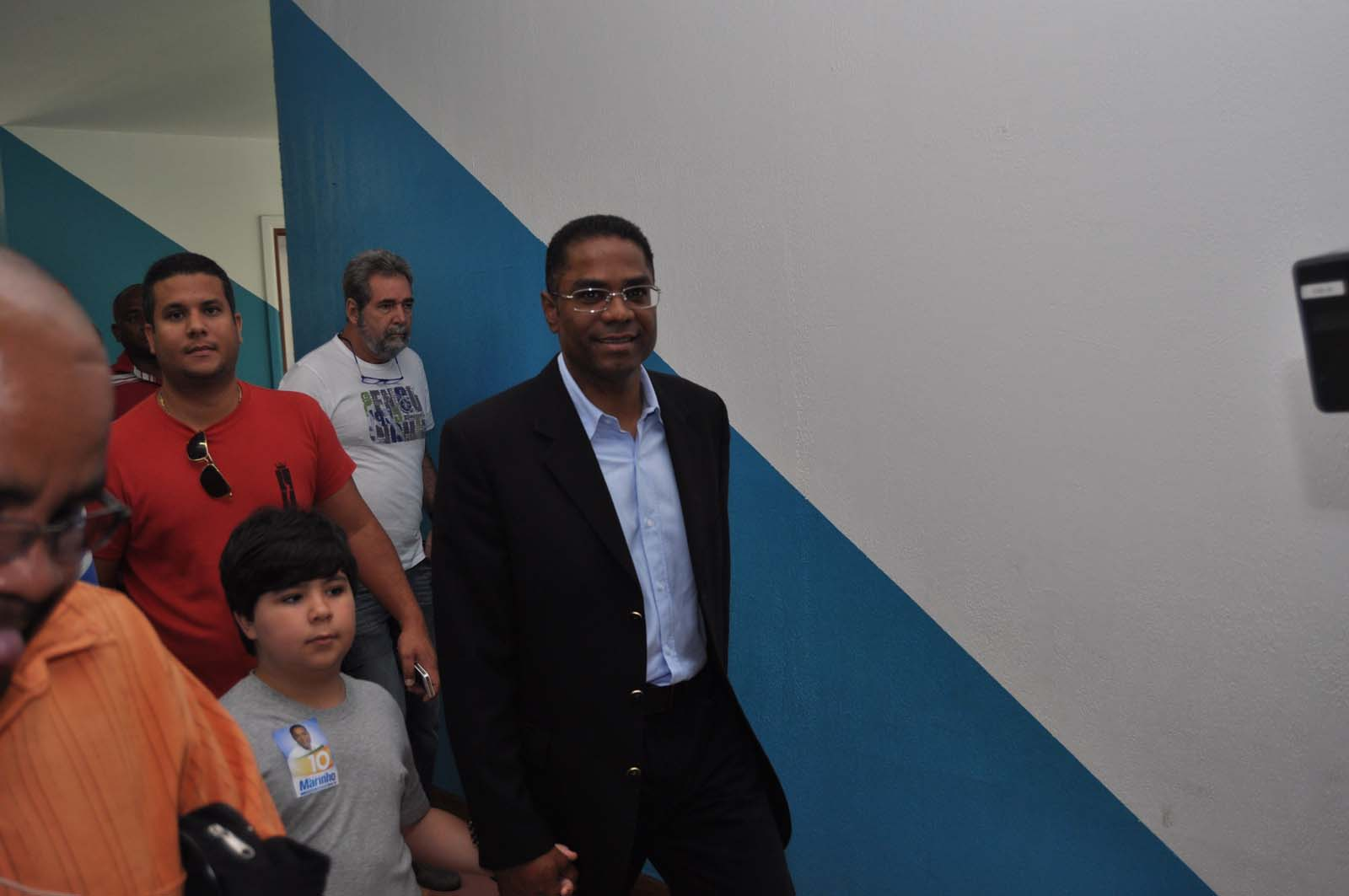
Márcio Marinho no dia da votação do 1.º turno.

Em coligação, os dois partidos governistas na esfera estadual, PRB e PSL, lançam o bispo da Igreja Universal do Reino de Deus e deputado federal Márcio Marinho (PRB) e o delegado licenciado da Polícia Civil e deputado estadual Deraldo Damasceno (PSL). Além do apoio do governador da Bahia, há também o do deputado federal Acelino Popó do PRB pela Bahia. O bispo conta com o eleitorado evangélico soteropolitano da IURD e o fato de o vice-candidato ligado à segurança pública e conhecido na Região Metropolitana de Salvador após aparições em telejornais baianos.

#### Mário Kertész

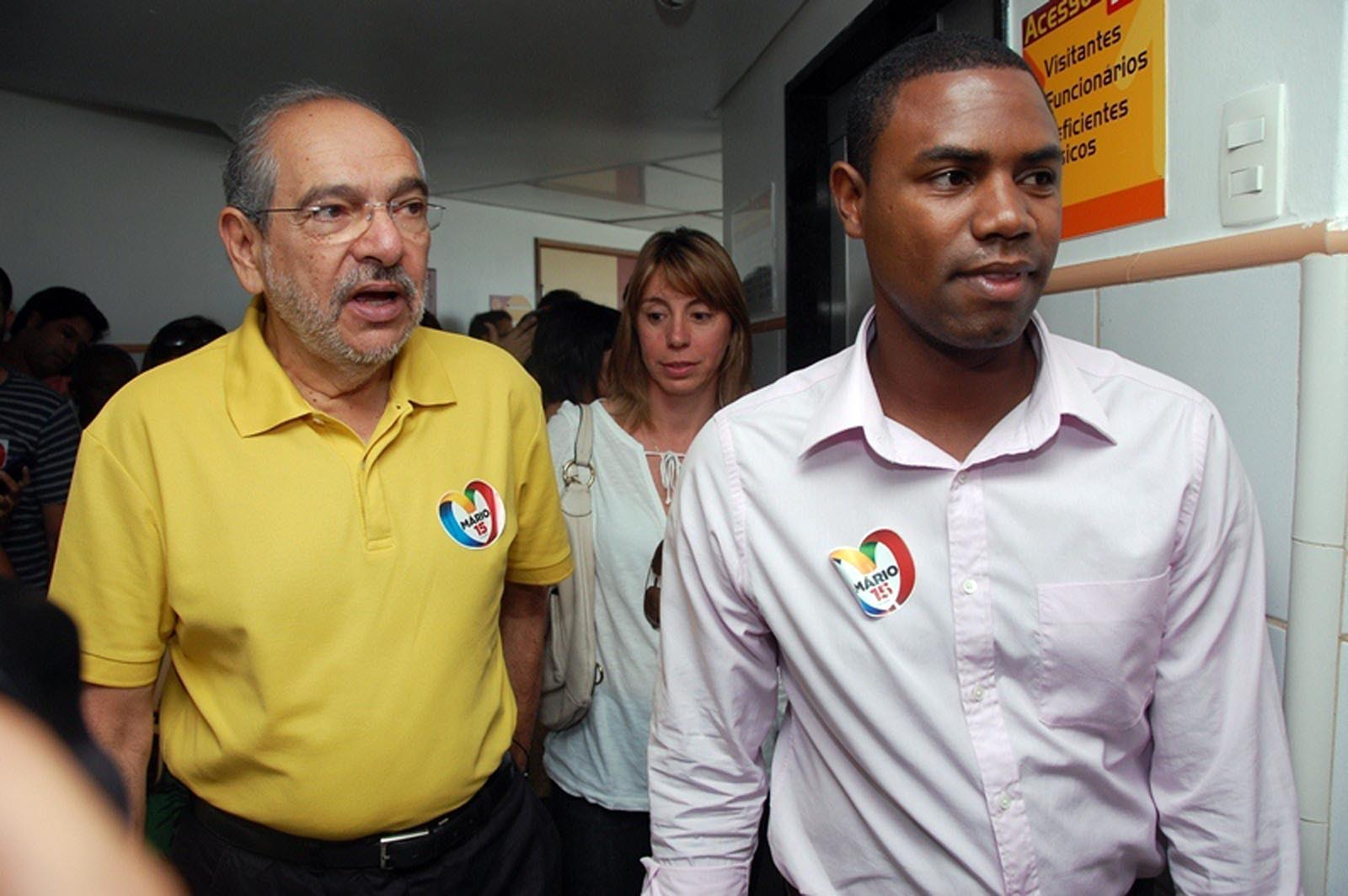
Mário e Nestor em campanha.

Ex-prefeito de Salvador e dono do Grupo Metrópole, conglomerado de comunicação, está no pleito numa candidatura pura, sem coligação com outros partidos, uma vez que o diálogo com os outros partidos opositores não chegou à composição de uma única chapa política, sendo que o DEM e PSDB preferiram apoiar ACM Neto e o PMDB prossegue com seu candidato próprio. Durante o Desfile do Dois de Julho, a comitiva do PMDB foi acompanhada pelo PSC. Os sociais-cristãos apoiavam a chapa petista e tinha até desistido da candidatura própria com o presidente estadual do partido Eliel Santana, mas insatisfações sobre a escolha da candidata a vice-prefeita levaram a mudança de posição, agregando parte do eleitorado evangélico à campanha do ex-prefeito.

#### Nelson Pelegrino
Em sua quarta disputa ao Palácio Tomé de Sousa, conseguiu compor com a base aliada do governo estadual. As pré-candidaturas de João Leão do PP, Edvaldo Brito do PTB e Alice Portugal do PCdoB (que chegou a ser homologada em convenção). Ademais, a candidatura é situacionista, tendo o apoio dos governos municipal do PP, além do estadual e federal do PT. O Partido Democrático Trabalhista (PDT) negociava sua entrada em algumas coligações, e apesar de ter condiconado o apoio à chapa petista em troca da escolha do candidato a vice-prefeito (a vice-candidata do PCdoB foi preferida) o PDT manteve o apoio a Pelegrino após a saída do PSC da coligação.

### Debates televisionados do primeiro turno
Os debates no 1.º turno entre os candidatos a prefeitos de Salvador gerou muitas críticas à atual administração do município, e aos enfrentamentos dos candidatos do DEM (ACM Neto), PT (Nelson Pelegrino), e PMDB (Mário Kertész). ACM Neto criticou à atual gestão do Governador da Bahia, Jaques Wagner, partido do também petista Nelson Pelegrino e principal adversário de Neto. Mário Kertész e Pelegrino fizeram críticas ao candidato do DEM, afirmando que "a prefeitura não pode andar com as próprias pernas", em referência aos governos federal e estadual estarem sob o comando do PT.
| Data       | Organizador(es)        | ACM Neto (DEM) | Da Luz (PRTB) | Hamilton Assis (PSOL) | Márcio Marinho (PRB) | Mário Kertész (PMDB) | Nelson Pelegrino (PT) |
| ---------- | ---------------------- | -------------- | ------------- | --------------------- | -------------------- | -------------------- | --------------------- |
| 02/08/2012 | TV Bandeirantes        | Presente       | Presente      | Presente              | Presente             | Presente             | Presente              |
| 14/08/2012 | TV Aratu               | Presente       | Presente      | Presente              | Presente             | Presente             | Presente              |
| 01/10/2012 | TV Record Bahia        | Presente       | Presente      | Presente              | Presente             | Presente             | Presente              |
| 02/10/2012 | TV Aratu, Portal Terra | Presente       | Presente      | Presente              | Presente             | Presente             | Presente              |
| 04/10/2012 | TV Bahia               | Presente       | Presente      | Presente              | Presente             | Presente             | Presente              |

### Pesquisas do primeiro turno
| Data       | Instituto  | Candidato      | Candidato             | Candidato            | Candidato            | Candidato     | Candidato             | Brancos/ nulos | Não sabem/ não opinaram | Margem de erro |
| Data       | Instituto  | ACM Neto (DEM) | Nelson Pelegrino (PT) | Mário Kertész (PMDB) | Márcio Marinho (PRB) | Da Luz (PRTB) | Hamilton Assis (PSOL) | Brancos/ nulos | Não sabem/ não opinaram | Margem de erro |
| ---------- | ---------- | -------------- | --------------------- | -------------------- | -------------------- | ------------- | --------------------- | -------------- | ----------------------- | -------------- |
| 03/08/2012 | Ibope      | 40%            | 13%                   | 8%                   | 6%                   | 1%            | 0%                    | 20%            | 11%                     | ± 4%           |
| 24/08/2012 | Ibope      | 40%            | 16%                   | 8%                   | 5%                   | 1%            | 0%                    | 19%            | 10%                     | ± 4%           |
| 30/08/2012 | Vox Populi | 41%            | 18%                   | 5%                   | 3%                   | 1%            | 1%                    | 18%            | 13%                     | ± 3,1%         |
| 13/09/2012 | Ibope      | 39%            | 27%                   | 6%                   | 3%                   | 1%            | 2%                    | 13%            | 8%                      | ± 4%           |
| 26/09/2012 | Vox Populi | 33%            | 29%                   | 7%                   | 4%                   | 1%            | 1%                    | 12%            | 13%                     | ± 2,5%         |
| 27/09/2012 | Ibope      | 31%            | 34%                   | 7%                   | 4%                   | 1%            | 2%                    | 15%            | 6%                      | ± 3%           |
| 04/10/2012 | Babesp     | 29,1%          | 30,8%                 | 7,6%                 | 4,2%                 | 0,9%          | 1,7%                  | 8,8%           | 16,9%                   | ± 3,1%         |
| 06/10/2012 | Ibope      | 29%            | 34%                   | 7%                   | 5%                   | 3%            | 2%                    | 11%            | 9%                      | ± 4%           |

### Resultado do primeiro turno
O resultado do primeiro turno não finalizou o pleito eleitoral para prefeito. ACM Neto foi o mais votado, porém ele não obteve 50% dos votos válidos, assim a decisão ocorreu no segundo turno: entre ACM Neto e Nelson Pelegrino, o segundo colocado do primeiro turno.
A análise dos votos segundo cada um das vinte zonas eleitorais soteropolitanas, mostra uma divisão geográfica e social dos candidatos escolhidos. ACM Neto venceu nas áreas da classe média e classe média alta que correspondem à orla atlântica, aos bairros nobres e ao centro antigo, mais precisamente em onze zonas eleitorais. Nelson Pelegrino, por sua vez, venceu nas áreas mais pobres correspondentes ao subúrbio e ao miolo, mais precisamente em nove zonas eleitorais. A maior diferença favorável ao democrata foi na primeira zona (Barra, Ondina, Graça e Vitória), onde alcançou 60,9% contra 25,1% do petista; seguida pela décima-segunda zona (Pituba, Itaigara e Costa Azul), onde foi 59,5% a 24,4%. Já a maior diferença favorável ao petista foi na quarta zona eleitoral (Paripe, Periperi, Fazenda Coutos e as Ilhas dos Frades e de Maré), onde alcançou 52,8% contra 26,6% do democrata; seguida pela décima-quinta zona (Itacaranha, Escada e Praia Grande), onde foi 48,2% a 30,7%. A menor diferença entre os dois aconteceu na quinta zona (Cabula e Pernambués), onde a nova classe média revelou leve preferência por Pelegrino (39%) a Neto (38%).
| 1.º turno 7 de outubro de 2012 | 1.º turno 7 de outubro de 2012       | 1.º turno 7 de outubro de 2012 | 1.º turno 7 de outubro de 2012 |
| Candidato(a)                   | Vice                                 | Votação                        | Votação                        |
| Candidato(a)                   | Vice                                 | Porcentagem                    | Total                          |
| ------------------------------ | ------------------------------------ | ------------------------------ | ------------------------------ |
| ACM Neto (DEM)                 | Célia Sacramento (PV)                | 40,17%                         | 518.976                        |
| Nelson Pelegrino (PT)          | Olívia Santana (PCdoB)               | 39,73%                         | 513.350                        |
| Mário Kertész (PMDB)           | Nestor Neto (PMDB)                   | 9,43%                          | 121.894                        |
| Márcio Marinho (PRB)           | Deraldo Damasceno (PSL)              | 6,51%                          | 84.094                         |
| Hamilton Assis (PSOL)          | Nise Santos (PSTU)                   | 2,60%                          | 33.650                         |
| Da Luz (PRTB)                  | Antônio Gomes de Andrade Neto (PRTB) | 1,56%                          | 20.143                         |
| Total de votos válidos         | Total de votos válidos               | 85,77%                         | 1.292.107                      |
| Votos em branco                | Votos em branco                      | 4,84%                          | 72.972                         |
| Votos nulos                    | Votos nulos                          | 9,39%                          | 141.443                        |
| Votos apurados                 | Votos apurados                       | 80,07%                         | 1.506.522                      |
| Abstenções                     | Abstenções                           | 19,93%                         | 375.022                        |
| Total de eleitores             | Total de eleitores                   | 100,00%                        | 1.881.544                      |

### Candidaturas do segundo turno
Para a disputa do 2.º turno, os candidatos do PT e do DEM buscaram aliança com os outros prefeituráveis e de partidos opositores. ACM Neto contará com aliança de Geddel Vieira Lima do PMDB, que se candidatou a governador do Estado em 2010, porém não conseguiu se eleger. Nelson Pelegrino por sua vez, terá apoio de Mário Kertész, que foi o terceiro colocado na disputa para prefeito de Salvador, o peemedebista teve mais de 120 mil votos no primeiro turno e desfiliou-se ao contrariar a cúpula estadual do partido. O PSC, que coligou-se com o PMDB a favor de Kertész, apoiará o candidato petista; porém, o vice-presidente estadual do partido, Pedro Melo, estará ao lado do candidato democrata. Outro que apoiará o petista será Márcio Marinho do PRB. Hamilton Assis e o PSOL afirmaram que não apoiariam nenhum dos dois candidatos e que farão oposição ao eleito. Da Luz do PRTB anunciou que também apoiará o petista, concluindo então o terceiro apoio que Nelson Pelegrino terá no segundo turno.
|  | N.º | Candidato(a) a prefeito | Candidato(a) a prefeito                                 | Candidato(a) a vice-prefeito | Candidato(a) a vice-prefeito | Coligação                                                           | Duração da propaganda eleitoral |
|  | --- | ----------------------- | ------------------------------------------------------- | ---------------------------- | ---------------------------- | ------------------------------------------------------------------- | ------------------------------- |
|  | 25  |                         | ACM Neto (DEM) Antonio Carlos Peixoto de Magalhães Neto |                              | Célia Sacramento (PV)        | "É hora de defender Salvador" - Partido Verde (PV)                  | 10min                           |
|  | 13  |                         | Nelson Pelegrino (PT) Nelson Vicente Portela Pelegrino  |                              | Olívia Santana (PCdoB)       | "Todos juntos por Salvador" - Partido Trabalhista do Brasil (PTdoB) | 10min                           |

### Debates televisionados do segundo turno
| Data       | Organizador(es) | ACM Neto (DEM) | Nelson Pelegrino (PT) |
| ---------- | --------------- | -------------- | --------------------- |
| 18/10/2012 | TV Bandeirantes | Presente       | Presente              |
| 22/10/2012 | TV Record Bahia | Presente       | Presente              |
| 24/10/2012 | TV Aratu        | Presente       | Presente              |
| 26/10/2012 | TV Bahia        | Presente       | Presente              |

### Pesquisas do segundo turno
| Data       | Instituto | Candidato      | Candidato             | Brancos/ nulos | Não sabem/ não opinaram | Margem de erro |
| Data       | Instituto | ACM Neto (DEM) | Nelson Pelegrino (PT) | Brancos/ nulos | Não sabem/ não opinaram | Margem de erro |
| ---------- | --------- | -------------- | --------------------- | -------------- | ----------------------- | -------------- |
| 19/10/2012 | Ibope     | 47%            | 39%                   | 9%             | 4%                      | ± 3%           |
| 20/10/2012 | Babesp    | 41,2%          | 40,4%                 | 7,6%           | 10,8%                   | ± 2,7%         |
| 27/10/2012 | Ibope     | 48%            | 40%                   | 9%             | 3%                      | ± 3%           |
| 27/10/2012 | Babesp    | 41,6%          | 43%                   | 9,8%           | 5,6%                    | ± 3,1%         |

### Resultado do segundo turno

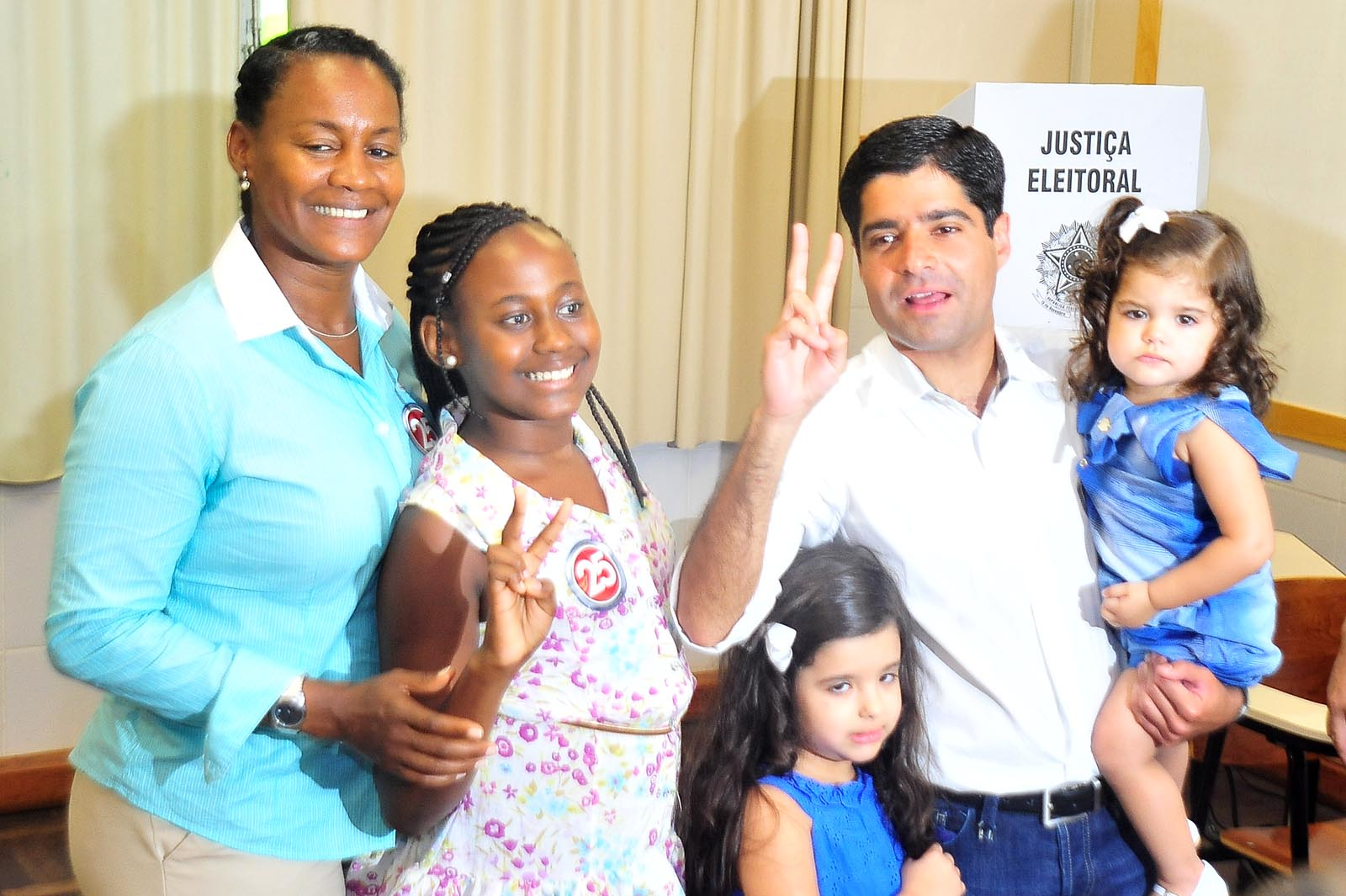
ACM Neto e Célia Sacramento em frente a uma cabina de votação no dia do segundo turno.

Mesmo sem o apoio dos outros adversários do primeiro turno, ACM Neto do DEM vence a eleição no segundo turno com 717.865 votos, representando 53,51% dos votos válidos, contra 623.734 votos, 46,49% do votos válidos do seu adversário Nelson Pelegrino do PT e se torna prefeito da cidade do Salvador para o período de 2013 a 2016. O candidato do DEM, assim como no primeiro turno, conseguiu seu maior número de votos em áreas de classe média e classe média alta, o que correspondem à orla da cidade e aos bairros nobres, num total de treze zonas eleitorais. Já Nelson Pelegrino, assim como também no primeiro turno, obteve seu maior número de votos em áreas pobres da cidade, como no subúrbio e o miolo, mais precisamente em sete zonas eleitorais.
| 2.º turno 28 de outubro de 2012 | 2.º turno 28 de outubro de 2012 | 2.º turno 28 de outubro de 2012 | 2.º turno 28 de outubro de 2012 |
| Candidato(a)                    | Vice                            | Votação                         | Votação                         |
| Candidato(a)                    | Vice                            | Porcentagem                     | Total                           |
| ------------------------------- | ------------------------------- | ------------------------------- | ------------------------------- |
| ACM Neto (DEM)                  | Célia Sacramento (PV)           | 53,51%                          | 717.865                         |
| Nelson Pelegrino (PT)           | Olívia Santana (PCdoB)          | 46,49%                          | 623.734                         |
| Total de votos válidos          | Total de votos válidos          | 90,86%                          | 1.341.599                       |
| Votos em branco                 | Votos em branco                 | 2,48%                           | 36.579                          |
| Votos nulos                     | Votos nulos                     | 6,66%                           | 98.353                          |
| Votos apurados                  | Votos apurados                  | 78,47%                          | 1.476.531                       |
| Abstenções                      | Abstenções                      | 21,53%                          | 405.013                         |
| Total de eleitores              | Total de eleitores              | 100,00%                         | 1.881.544                       |

## Eleição proporcional
Para a eleição proporcional de Salvador, na qual são escolhidos os 43 membros da Câmara de Vereadores de Salvador da legislatura a ser iniciada em 2013, foram 1256 candidatos registrados; isso indica uma concorrência de 29,2 candidatos por vaga. Em adequação à legislação federal de 2009, os dados do censo brasileiro de 2010, que mostraram aumento da população soteropolitana, levaram ao crescimento do número de parlamentares na câmara municipal: dos 41 da 16ª legislatura para 43.

### Coligações
| Coligação | Quantidade de candidatos | Duração da propaganda eleitoral |
| --- | ------------------------ | ------------------------------- |
| "Chega de vender nossa cidade" - Partido Comunista Brasileiro (PCB) - Partido Socialismo e Liberdade (PSOL)                                                 |                          |                                 |
| "Juntos por uma nova Salvador" - Partido da República (PR) - Partido Social Democrata Cristão (PSDC)                                                        |                          |                                 |
| "Pra defender Salvador" - Democratas (DEM) - Partido da Social Democracia Brasileira (PSDB)                                                                 |                          |                                 |
| "PSB-PPL" - Partido Pátria Livre (PPL) - Partido Socialista Brasileiro (PSB)                                                                                |                          |                                 |
| "Revolução dos pequenos" - Partido Republicano Progressista (PRP) - Partido Trabalhista do Brasil (PTdoB)                                                   |                          |                                 |
| "Todos por Salvador" - Partido dos Trabalhadores (PT) - Partido Progressista (PP) - Partido Social Democrático (PSD) - Partido Trabalhista Brasileiro (PTB) |                          |                                 |
| Partido não coligado - Partido Comunista do Brasil (PCdoB)                                                                                                  |                          |                                 |
| Partido não coligado - Partido Democrático Trabalhista (PDT)                                                                                                |                          |                                 |
| Partido não coligado - Partido Humanista da Solidariedade (PHS)                                                                                             |                          |                                 |
| Partido não coligado - Partido da Mobilização Nacional (PMN)                                                                                                |                          |                                 |
| Partido não coligado - Partido Popular Socialista (PPS) |                          |                                 |
| Partido não coligado - Partido Republicano Brasileiro (PRB)                                                                                                 |                          |                                 |
| Partido não coligado - Partido Renovador Trabalhista Brasileiro (PRTB)                                                                                      |                          |                                 |
| Partido não coligado - Partido Social Cristão (PSC) |                          |                                 |
| Partido não coligado - Partido Social Liberal (PSL) |                          |                                 |
| Partido não coligado - Partido Socialista dos Trabalhadores Unificado (PSTU)                                                                                |                          |                                 |
| Partido não coligado - Partido Trabalhista Cristão (PTC) |                          |                                 |
| Partido não coligado - Partido Trabalhista Nacional (PTN)                                                                                                   |                          |                                 |
| Partido não coligado - Partido Verde (PV) |                          |                                 |
| Partido não coligado - Partido do Movimento Democrático Brasileiro (PMDB)                                                                                   |                          |                                 |

### Resultado
O resultado eleitoral trouxe renovação de metade das cadeiras da Câmara soteropolitana. Foram reeleitos 19 e os novos ocupantes serão 24, lembrando que foram adicionadas duas novas vagas para 2013. Vale destacar a eleição do ex-prefeito e então vice-prefeito Edvaldo Brito; do ex-governador, ex-ministro e ex-deputado Waldir Pires; do candidato à prefeitura em 2008 e ao governo em 2006 Hilton Coelho, o primeiro do PSOL em Salvador; do filho do deputado estadual Alan Sanches, Duda Sanches; do também filho do deputado estadual J. Carlos, J. Carlos Filho; e do filho do vereador não reeleito Everaldo Bispo, Kiki Bispo. Por outro lado, alguns nomes conhecidos não conseguiram permanecer na Câmara: o presidente no biêncio 2011-2012 Pedro Godinho (PMDB); o líder do governo Téo Senna (PTC); a líder da oposição Vânia Galvão (PT); e a presidente municipal do PT Marta Rodrigues. Ao final das eleições municipais da capital baiana, o prefeito eleito ACM Neto terá 14 vereadores da sua coligação na Câmara Municipal, o que corresponde a 32,6%, já fora de sua coligação, contará com 29 vereadores, num total de 67,4%.
| Candidato(a)        | Partido | Votação     | Votação |
| Candidato(a)        | Partido | Porcentagem | Total   |
| ------------------- | ------- | ----------- | ------- |
| Carlos Muniz        | PTN     | 1,31 %      | 16.959  |
| Hilton Coelho       | PSOL    | 1,27 %      | 16.408  |
| Tia Eron            | PRB     | 1,21 %      | 15.590  |
| Soldado Prisco      | PSDB    | 1,15 %      | 14.820  |
| Dr. David Rios      | PSD     | 1,13 %      | 14.597  |
| Waldir Pires        | PT      | 1,07%       | 13.801  |
| Luiz Carlos         | PRB     | 1,05 %      | 13.505  |
| Alan Castro         | PTN     | 1,04 %      | 13.477  |
| Isnard Araujo       | PR      | 1,01 %      | 13.055  |
| Edvaldo Brito       | PTB     | 0,93 %      | 11.966  |
| Toinho Carolino     | PTN     | 0,88 %      | 11.314  |
| Geraldo Junior      | PTN     | 0,87 %      | 11.264  |
| Catia Rodrigues     | PMN     | 0,84 %      | 10.895  |
| Ana Rita Tavares    | PV      | 0,78 %      | 10.039  |
| Palhinha            | PP      | 0,76 %      | 9.865   |
| Heber Santana       | PSC     | 0,69 %      | 8.901   |
| Paulo Câmara        | PSDB    | 0,68 %      | 8.733   |
| Alberto Braga       | PSC     | 0,67 %      | 8.692   |
| Duda Sanches        | PSD     | 0,66 %      | 8.471   |
| Suica               | PT      | 0,64 %      | 8.222   |
| Pedrinho Pepê       | PMDB    | 0,63 %      | 8.076   |
| Marcell Moraes      | PV      | 0,62 %      | 7.973   |
| Alfredo Mangueira   | PMDB    | 0,62 %      | 7.940   |
| Kiki Bispo          | PTN     | 0,59 %      | 7.617   |
| Joceval Rodrigues   | PPS     | 0,58 %      | 7.437   |
| Lessa               | PT      | 0,55 %      | 7.158   |
| Euvaldo Jorge       | PP      | 0,53 %      | 6.850   |
| Leo Prates          | DEM     | 0,53 %      | 6.787   |
| Claudio Tinoco      | DEM     | 0,52 %      | 6.677   |
| Gilmar Santiago     | PT      | 0,51 %      | 6.637   |
| Dra. Fabíola Mansur | PSB     | 0,51 %      | 6.524   |
| J. Carlos Filho     | PT      | 0,50 %      | 6.454   |
| Trindade            | PSL     | 0,50 %      | 6.452   |
| Odiosvaldo Vigas    | PDT     | 0,48 %      | 6.234   |
| Moises Rocha        | PT      | 0,46 %      | 5.915   |
| Carballal           | PT      | 0,45 %      | 5.785   |
| Tiago Correia       | PTN     | 0,42 %      | 5.413   |
| Aladilce Souza      | PCdoB   | 0,39 %      | 5.007   |
| Alemão              | PRP     | 0,35 %      | 4.551   |
| Everaldo Augusto    | PCdoB   | 0,35 %      | 4.481   |
| Leandro Guerrilha   | PSL     | 0,34 %      | 4.376   |
| Silvio Humberto     | PSB     | 0,32 %      | 4.123   |
| Vado                | DEM     | 0,31 %      | 4.059   |

| Partido | Número de eleitos | Variação em relação a 2008 |
| ------- | ----------------- | -------------------------- |
| PT      | 7                 | 1                          |
| PTN     | 6                 | 4                          |
| DEM     | 3                 | Estável                    |
| PSB     | 2                 | Estável                    |
| PV      | 2                 | 2                          |
| PP      | 2                 | 2                          |
| PSD     | 2                 | 2                          |
| PSC     | 2                 | 1                          |
| PRB     | 2                 | Estável                    |
| PCdoB   | 2                 | Estável                    |
| PSL     | 2                 | Estável                    |
| PSDB    | 2                 | Estável                    |
| PMDB    | 2                 | 4                          |
| PPS     | 1                 | Estável                    |
| PTB     | 1                 | Estável                    |
| PDT     | 1                 | 1                          |
| PSOL    | 1                 | 1                          |
| PR      | 1                 | 1                          |
| PMN     | 1                 | 1                          |
| PRP     | 1                 | Estável                    |

| Coligação                                   | Número de eleitos |
| ------------------------------------------- | ----------------- |
| Todos por Salvador                          | 12                |
| Partido Trabalhista Nacional                | 6                 |
| Pra Defender Salvador                       | 5                 |
| Partido Comunista do Brasil                 | 2                 |
| Partido do Movimento Democrático Brasileiro | 2                 |
| Partido Republicano Brasileiro              | 2                 |
| Partido Social Cristão                      | 2                 |
| Partido Social Liberal                      | 2                 |
| Partido Verde                               | 2                 |
| PSB-PPL                                     | 2                 |
| Chega de Vender Nossa Cidade                | 1                 |
| Juntos por uma Nova Salvador                | 1                 |
| Partido Democrático Trabalhista             | 1                 |
| Partido da Mobilização Nacional             | 1                 |
| Partido Popular Socialista                  | 1                 |
| Revolução dos Pequenos                      | 1                 |